# Napster
Napster是一种提供线上音乐服务的软体，最初由约翰·范宁、肖恩·范宁和西恩·帕克共同创立的档案共享服务。Napster是第一个被广泛应用的点对点（Peer-to-Peer，P2P）音乐共享服务，它极大幅度地影响了人们，特别是對於大学生使用互联网的方式。而它的出现，也使得音乐爱好者间共享MP3歌曲变得容易，却也因此招致了影音界对其大规模侵权行为的指责。尽管在法庭的责令下该服务已经终止，但它却为其他点对点文件共享程序——如Kazaa，Limewire和BearShare——的拓展铺好了路，且对这种方式的文件共享的控制，亦变得愈加困难。如今Napster以经营付费服务为主，而免费的Napster的流行和回响使其在电脑界和娱乐业里成为一个传奇的象征。

## 艺术团体的指控
Napster对非法行为的包庇激起数家主要唱片公司的愤怒，他们联合起来于1999年12月递交了对该共享服务的诉讼。尽管诉讼的目的是要关闭Napster，然而随着审讯的深入，该服务却愈加流行，审讯反而成了对该服务最好的推广和宣传。不久吸引了上百万的用户，其中大部分为学生。

### 訴訟案
2000年4月初，美國重金属乐队金屬製品（Metallica）发现他们的一首样本曲目“I Disappear”（我消失）早在发布前就流传于Napster网络。这最终使得该曲目在美国各地的数个电台上被播放，乐队发现他们过去的全部曲目也可在Napster网络上获得，並在當時與樂迷之間發生論戰，結果於同年4月13日開始與一些藝人聯合控告Napster，因該軟件公司未經樂隊成員授權，便將版權歌曲在網絡上免費分享。訴訟案最終於2001年7月12日達成庭外和解，和解條件是Napster付出高昂的賠償金額。

## 关闭
2008年百思买以1.21亿美元价格收购了Napster，2011年10月Rhapsody从百思买收购了Napster，根据协议，百思买将拥有其少数股权，交易细节并没有披露 。Napster将被关闭，它的用户将合并到Rhapsody 。2016年，Rhapsody重新把名字改回Napster。